# Bouse
Bouse ist ein Census-designated place im La Paz County im US-Bundesstaat Arizona. Das U.S. Census Bureau hat bei der Volkszählung 2020 eine Einwohnerzahl von 707 ermittelt. Bouse hat eine Fläche von 26,1 km². 
Das Dorf wird von der Arizona State Route 72 tangiert. Der nächste Flughafen, der Avi Suquilla Airport, liegt in Parker.